# Santo Domingo, Guanajuato
Santo Domingo är en ort i Mexiko.   Den ligger i kommunen Guanajuato och delstaten Guanajuato, i den centrala delen av landet, 290 km nordväst om huvudstaden Mexico City. Santo Domingo ligger 2 637 meter över havet och antalet invånare är 112.
Terrängen runt Santo Domingo är huvudsakligen kuperad. Santo Domingo ligger uppe på en höjd. Runt Santo Domingo är det ganska tätbefolkat, med 124 invånare per kvadratkilometer. Närmaste större samhälle är Guanajuato, 14,6 km söder om Santo Domingo. I omgivningarna runt Santo Domingo växer huvudsakligen savannskog.